# 직항편
항공 산업의 직항 항공편은 항공 번호의 변화가 없는 항공사가 두 지점 사이의 비행이며, 중간 지점에서 하나 이상의 환승, 정지를 포함한다. 정지는 신규 승객을 구하거나(또는 일부 승객의 하차 허용) 기술 정지를 할 수 있다(즉, 연료 재충전을 위한). 직항편은 중간 정지가 없는 비행인 논스톱 비행과 혼동되는 경우가 많다. 비행 번호에 변화가 있을 때, 후속 비행을 연결 비행이라고 한다.

## 일반적인 측면
"직항편"이라는 용어는 미국에서 법적으로 정의되어 있지 않지만, 1970년대 이후 공식 항공사 지침에서는 이 용어를 단순히 단일 비행 번호를 가진 비행으로 정의했다. (초기에 OAG의 "직접"은 "비행기 변경 없음"을 의미했다.) 따라서 소위 "직항" 비행은 항공기("궤도의 변경") 또는 중간 지점의 항공사의 변경을 수반할 수 있지만, 항공사가 비행의 여러 기어 사이에 의존성을 강제하여 기어 하나가 작동하지 않을 경우 기어 2가 작동할 수 없다는 점에서 일반적으로는 "연결 비행"과 구별되지만, 항상 그렇지는 않다. 출발 공항에 도착하다 항공기 변경과 관련된 직접 비행은 일반적으로 인접 게이트 또는 인근 게이트에서 항공기로 변경된다.
특정 국가의 항공사, 공항 및 보안 당국은 승객들이 항공기의 변경을 수반하지 않는 경로에서 항공기에 머무를 수 있는지에 대해 서로 다른 정책을 시행한다. 예를 들어, 연료 주입만을 위해 정지를 요구하는 비행은 대개 승객들이 항공기에서 내리는 것을 허용하지 않는다. 한편, 항공기의 변경(게이지 변경)이 있는 비행은, 보안상의 이유와 적절한 인원수를 위해, 승객들에게 하역하고 보류 구역에 머물도록 요구할 수 있다. 이와 관련하여, 정지가 있는 직접 비행은 비행 승무원의 변경을 포함할 수도 있고 포함하지 않을 수도 있다.
항공사들은 또한 여러 항공기에서 여러 비행 번호로 나열된 단일 항공기로의 비행 지속이 이루어지는 통합 공항(일반적으로 허브 공항)에 대한 연결을 판매할 수 있다. 종래의 직항 비행과는 달리, 그러한 '직접' 비행의 복수 다리는 실제로 개인/독립적인 다리로 작동하여 후자의 다리는 이전 다리에 대한 의존이나 고려 없이 작동할 수 있다. 즉, 뒷다리로 구성되는 비행은 전 다리를 구성하는 비행이 도착하지 못하더라도 출발할 수 있다.